# Comtat de Xinye
Xinye (xinès: 新野, pinyin: Xīnyě, Wade-Giles: Hsin-yeh) és un dels comtats de Nanyang que es troba al sud-oest de la Província de Henan en la Xina central. El seu sud és la ciutat Xiangfan de la província Hubei. El seu est és el Comtat Tanghe (唐河) de Nanyang. El seu oest és la ciutat a nivell de comtat de Dengzhou de Nanyang. Té una població de 730.000 persones. La seva superfície total és de 1.062 quilòmetres quadrats. L'Autopista Erlianhot--Guangzhou (二连浩特—广州 高速公路) passa a través del poble Waizi, que és la ciutat més septentrional de Xinye.
Tant l'aeroport de Nanyang i l'aeroport de Xiangfan són a uns 60 quilòmetres lluny de Xinye.

## Pobles
Xinye té 14 pobles:
- Poble Chengguan
- Poble Waizi
- Poble Chengjiaoxiang
- Poble Wuxing
- Poble Wangzhuang
- Poble Lihepu
- Poble Shi'an
- Poble Shayan
- Poble Wangji
- Poble Xindianpu
- Poble Shangzhuan
- Poble Qian'gaomiao
- Poble Wangji